# Тапировые
Тапировые (лат. Tapiridae) — семейство непарнокопытных млекопитающих. Древнейшие тапировые известны из среднего эоцена Северной Америки и Азии, ископаемые представители семейства найдены также в эоцене — голоцене Европы, Азии и Северной Америки. В настоящее время тапировые, из единственного современного рода Tapirus, распространены в Центральной и Южной Америке, и Юго-Восточной Азии, где обитают в равнинных и горных (до 4500 м) тропических лесах.
Зубная система у тапировых лофодонтная, слабо преобразованная. Носовые кости короткие, что связано с развитием небольшого хобота.

## Классификация
В семействе тапировых 1 современный и 14 древних ископаемых родов:
- † Colodon — средний эоцен — ранний олигоцен Северной Америки, поздний эоцен — поздний олигоцен Азии[5];
- † Dilophodon — средний эоцен Северной Америки[6];
- † Heteraletes — средний эоцен Северной Америки[7];
- † Miotapirus — первая половина миоцена Северной Америки[8];
- † Nexuotapirus — ранний олигоцен — средний миоцен Северной Америки[9];
- † Palaeotapirus — средний миоцен западной Европы[10] и восточной Азии[11];
- † Paratapirus — средний миоцен Европы[12];
- † Plesiocolopirus — средний эоцен Северной Америки и поздний эоцен восточной Азии[13];
- † Plesiotapirus
- † Protapirus — ранний олигоцен — ранний миоцен Северной Америки и ранний миоцен Европы[14];
- † Selenolophodon
- † Tapiravus — средний миоцен Северной Америки[15];
- † Tapirella
- .. Tapirus — Тапиры, 4 современных вида, ранний олигоцен — поздний миоцен Европы, вторая половина миоцена Азии, ранний миоцен — плиоцен Северной Америки[16], со среднего неогена в Южной Америке[3];
- † Teleolophus — средний эоцен Пакистана и Казахстана[17].

## Галерея

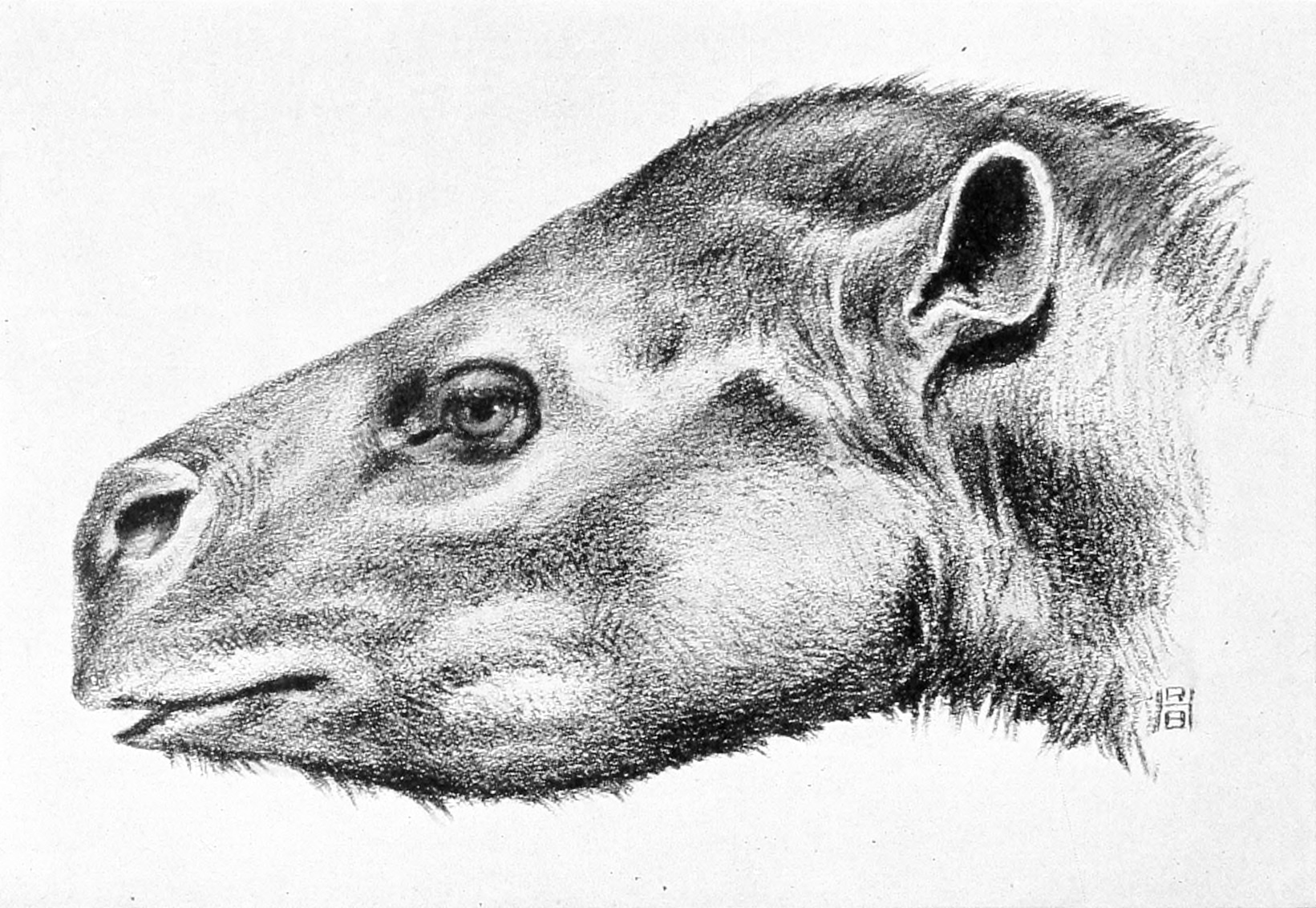
Голова Protapirus (реконструкция)
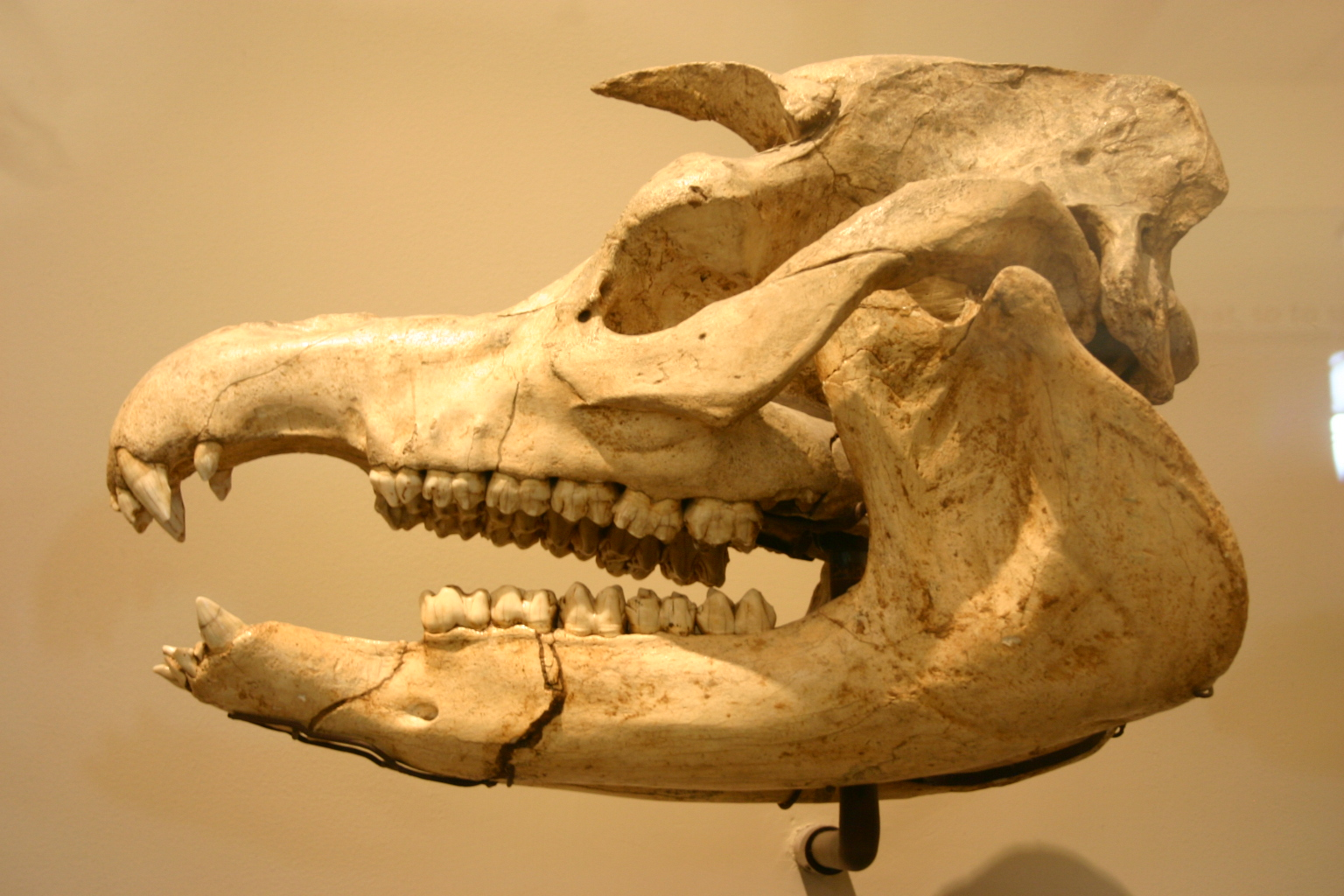
Череп Tapirus (Megatapirus) augustus
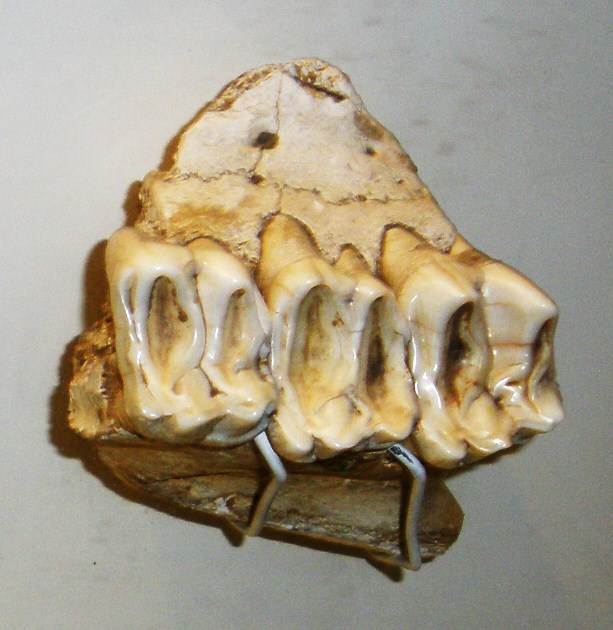
Зубы Tapirus (Megatapirus) augustus
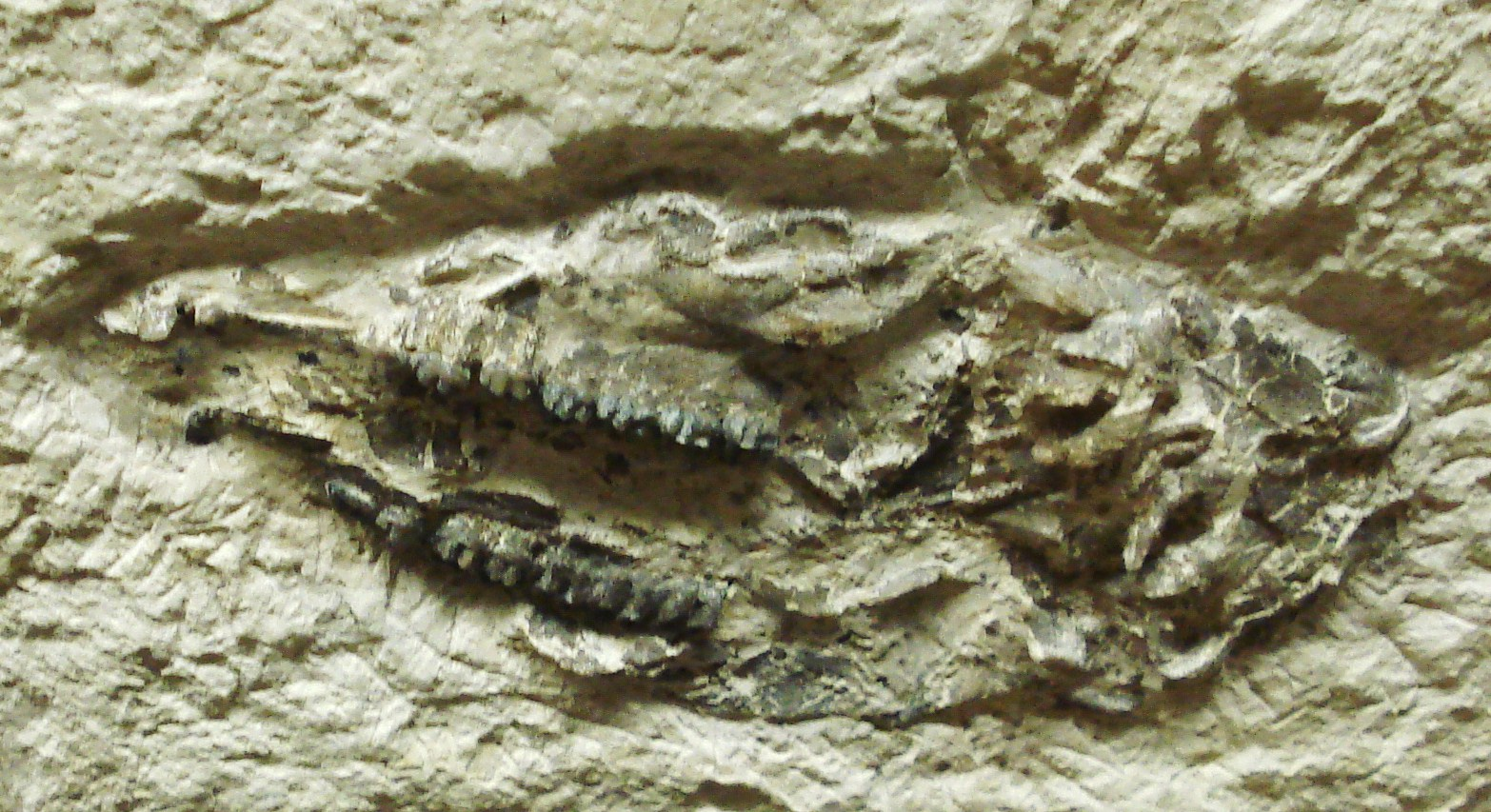
Череп Palaeotapirus